# Маунтін-Гоум (Айдахо)
Mountain Home (англ. Mountain Home) — окружний центр і найбільше місто в окрузі Елмор, штат Айдахо, США. Згідно з переписом 2010 року населення становило 14206 осіб, що на 3063 особи більше, ніж 2000 року.

## Географія
Маунтін-Гоум розташований за координатами 43°7′59″ пн. ш. 115°41′48″ зх. д. / 43.13306° пн. ш. 115.69667° зх. д. (43.133037, -115.696743).  За даними Бюро перепису населення США в 2010 році місто мало площу 16,47 км², з яких 15,73 км² — суходіл та 0,75 км² — водойми.

## Демографія

### Перепис 2010 року

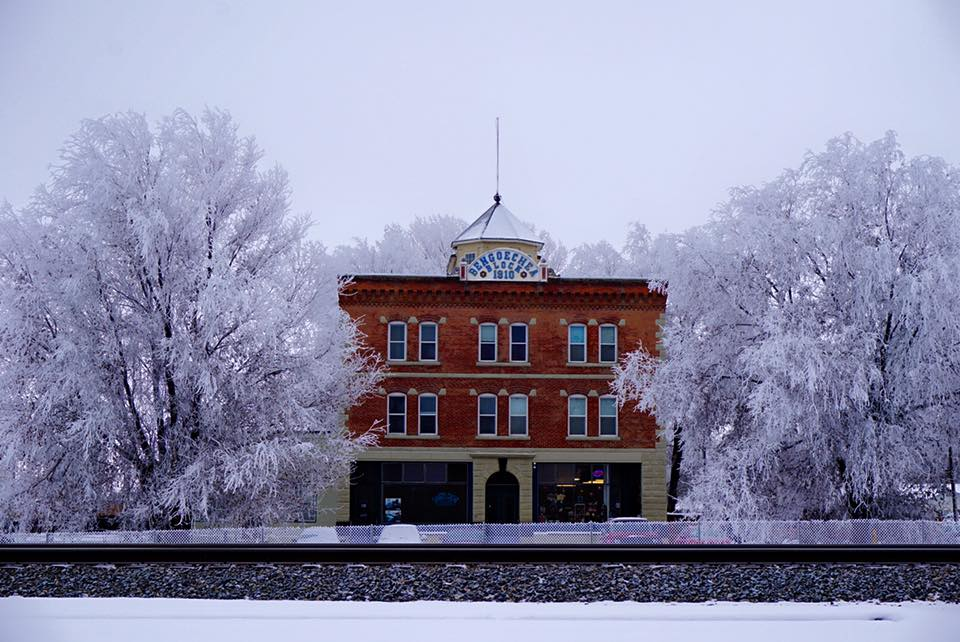
Готель Бенгоечеа

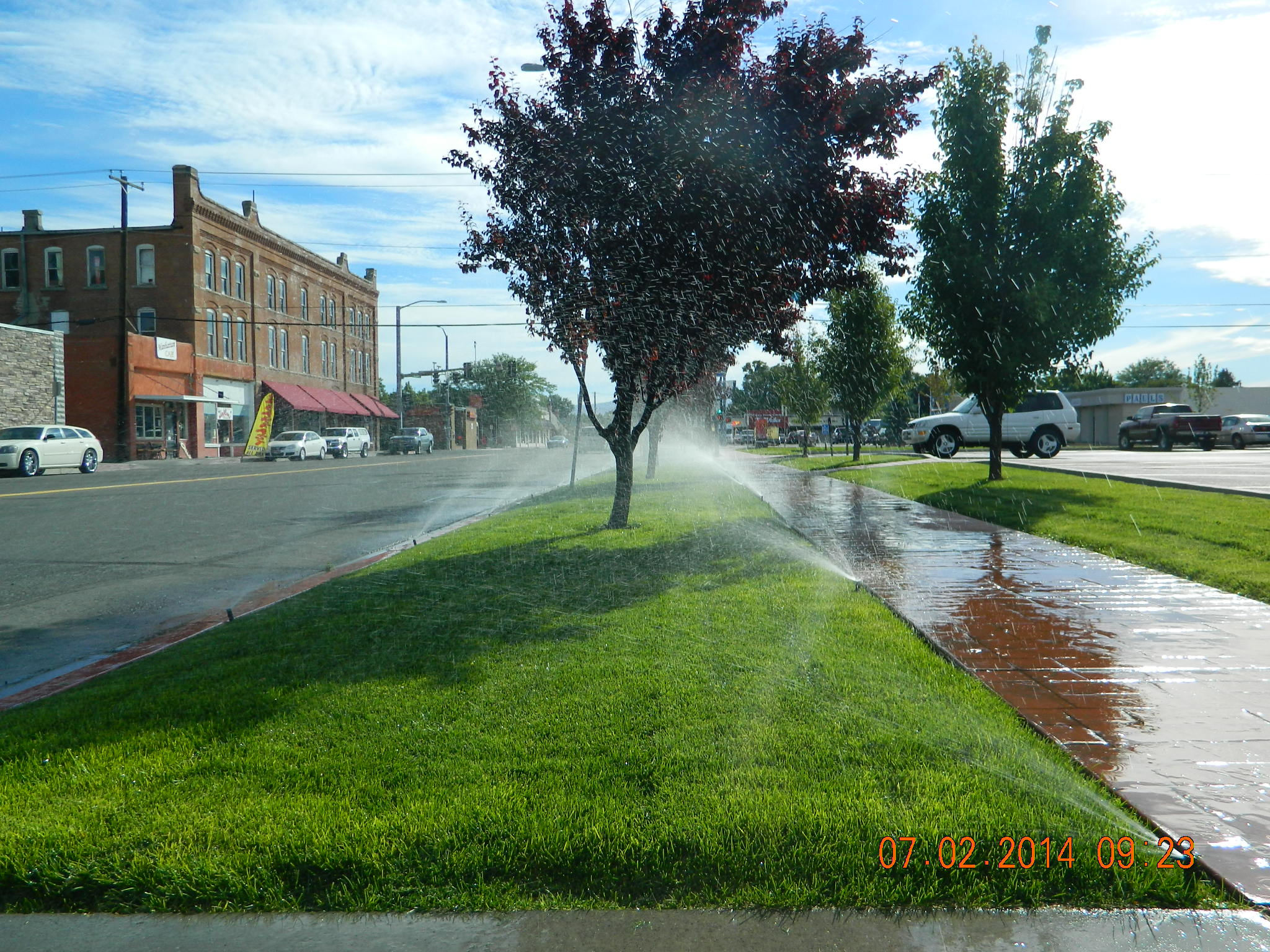
Вулиця міста

За даними перепису 2010 року, у місті проживало 14 206 осіб у 5 648 домогосподарствах у складі 3 686 родин. Густота населення становила 903,6 ос./км². Було 6 249 помешкань, середня густота яких становила 397,5/км². Расовий склад міста: 83,2% білих, 3,3% афроамериканців, 1,0% індіанців, 2,9% азіатів, 0,6% тихоокеанських остров'ян, 4,8% інших рас, а також 4,4% людей, які зараховують себе до двох або більше рас. Іспанці та латиноамериканці незалежно від раси становили 11,9% населення.
Із 5 648 домогосподарств 36,9% мали дітей віком до 18 років, які жили з батьками; 50,0% були подружжями, які жили разом; 10,9% мали господиню без чоловіка; 4,4% мали господаря без дружини і 34,7% не були родинами. 27,6% домогосподарств складалися з однієї особи, у тому числі 8,1% віком 65 і більше років. У середньому на домогосподарство припадало 2,49 мешканця, а середній розмір родини становив 3,06 особи.
Середній вік жителів міста становив 29,8 року. Із них 27,9% були віком до 18 років; 12,4% — від 18 до 24; 29,1% від 25 до 44; 20,7% від 45 до 64 і 9,9% — 65 років або старші. Статевий склад населення: 51,3% — чоловіки і 48,7% — жінки.
Середній дохід на одне домашнє господарство  становив 58 645 доларів США (медіана — 46 739), а середній дохід на одну сім'ю — 67 281 долар (медіана — 57 174). Медіана доходів становила 36 898 доларів для чоловіків та 29 362 долари для жінок. За межею бідності перебувало 18,0 % осіб, у тому числі 25,1 % дітей у віці до 18 років та 11,2 % осіб у віці 65 років та старших.
Цивільне працевлаштоване населення становило 5642 особи. Основні галузі зайнятості: освіта, охорона здоров'я та соціальна допомога — 20,5 %, публічна адміністрація — 17,1 %, роздрібна торгівля — 12,7 %, мистецтво, розваги та відпочинок — 10,6 %.

### Перепис 2000 року
За даними перепису 2000 року, у місті проживало 11 143 осіб у 4 337 домогосподарствах у складі 2 957 родин. Густота населення становила 830,6 ос./км². Було 4 738 помешкань, середня густота яких становила 353,2/км². Расовий склад міста: 87,89% білих, 2,61% афроамериканців, 0,94% індіанців, 1,73% азіатів, 0,31% тихоокеанських остров'ян, 3,41% інших рас і 3,11% людей, які зараховують себе до двох або більше рас. Іспанці та латиноамериканці незалежно від раси становили 8,33% населення.
Із 4 337 домогосподарств 36,8% мали дітей віком до 18 років, які жили з батьками; 55,7% були подружжями, які жили разом; 9,0% мали господиню без чоловіка, і 31,8% не були родинами. 26,6% домогосподарств складалися з однієї особи, у тому числі 7,4% віком 65 і більше років. У середньому на домогосподарство припадало 2,54 мешканця, а середній розмір родини становив 3,11 осіб.

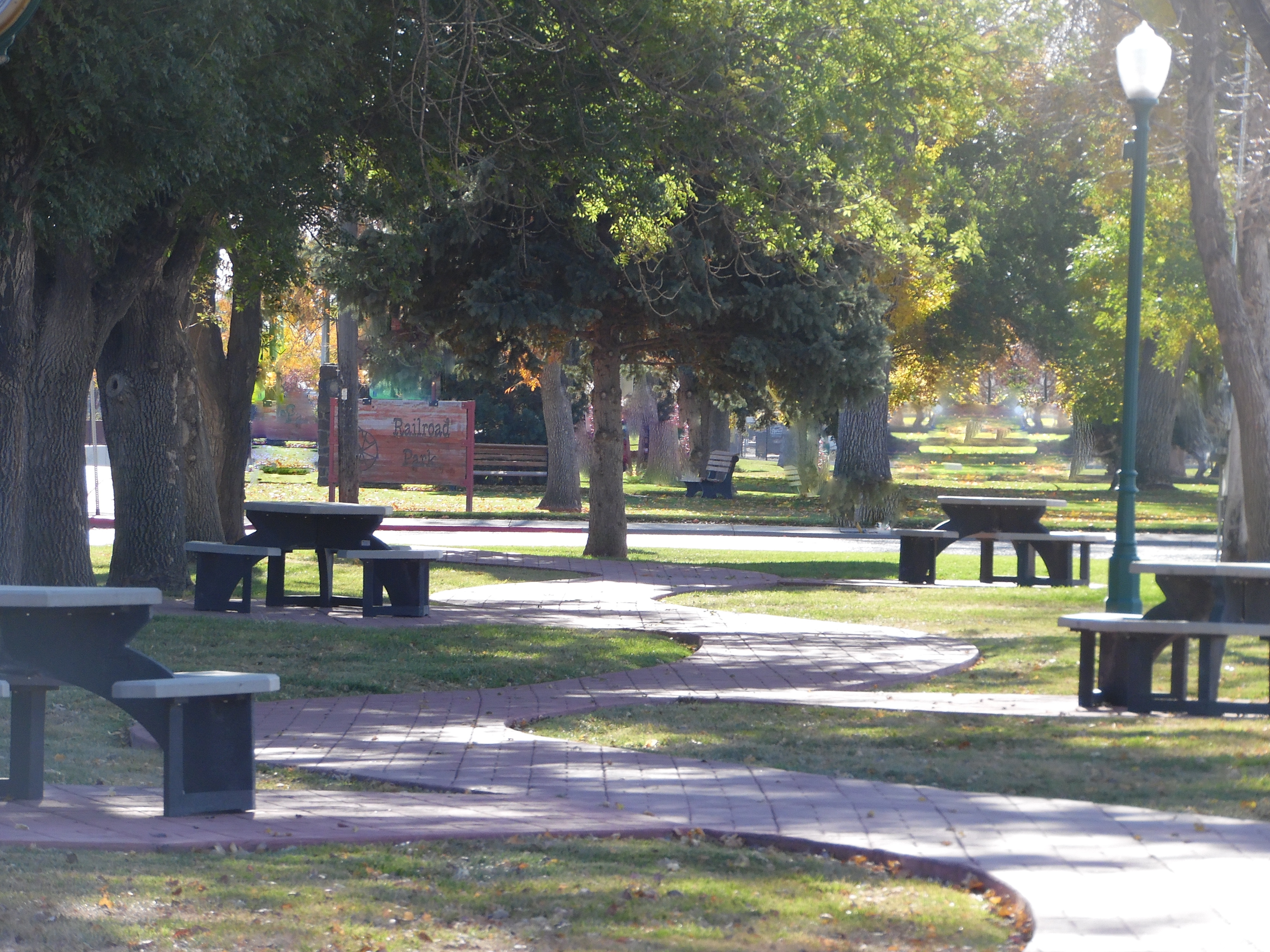
Залізничний парк

Середній вік жителів становив 32 роки. Із них 29,6% населення віком до 18 років, 9,8% від 18 до 24, 32,8% від 25 до 44, 18,1% від 45 до 64 і 9,7% від 65 років і старші.  Статевий склад населення: 50,2 % — чоловіки і 49,8 % — жінки.
Середній дохід домогосподарств у місті становив $37 307 , родин — $41 485. Середній дохід чоловіків становив $28 724 і жінок $21 905. Дохід на душу населення в місті був $17 029. Приблизно 8,6% родин і 10,4% населення перебували за межею бідності, включаючи 13,9% віком до 18 років і 11,8% від 65 і старших.